# Колаковский, Альфред Алексеевич
Биография

Альфред Алексеевич Колаковский родился 24 февраля 1906 года в Киеве. С юных лет он проявлял интерес к естественным наукам, что привело его к изучению ботаники. В 1924 году он поступил на сельскохозяйственный факультет Тифлисского политехнического института, где обучался под руководством известного ботаника Юрия Николаевича Воронова. После окончания института Колаковский посвятил свою карьеру исследованию флоры Закавказья, сосредоточив внимание на Абхазии. Он прожил большую часть жизни в Сухуме, где работал до своей смерти в 1997 году. Его исследования оказали значительное влияние на ботаническую науку и природоохранную деятельность в регионе, особенно в сохранении уникальных экосистем Абхазии.
Альфре́д Алексе́евич Колако́вский (24 февраля 1906, Киев — 1997, Сухум) — русский ботаник и палеоботаник. Исследователь флоры Абхазии. Автор около 200 научных работ, включая более 20 капитальных монографий, он внес значительный вклад в систематику растений, сохранение природных экосистем и изучение эволюции флоры.

## Научная деятельность
С 1924 изучал ботанику на сельскохозяйственном факультете Тифлисского политехнического института под руководством Ю. Н. Воронова. Принимал участие в экспедициях по изучению растительности Закавказья под руководством А. А. Гроссгейма.
С 1933 работает в Абхазии, изучая растительность высокогорных пастбищ.
В 1938—1939 публикует первые два тома «Флоры Абхазии», удостоенной премии на конкурсе молодых ученых.
С 1945 — заведующий отделом ботаники Сухумского ботанического сада.
В 1947 защищает докторскую диссертацию на тему «Фитоландшафты Абхазии и история их развития», разработав методику сохранения Пицундской сосновой рощи.

## Виды, названные в честь Колаковского
в алфавитном порядке латинских названий растений
- Колокольчик Колаковского (Campanula kolakovskyi) Kharadze
- Василёк Колаковского (Centaurea kolakovskyi) Sosn.
- Горечавка Колаковского (Gentiana kolakovskyi) Doluch.

## Печатные труды
- Колаковский А. А. Растительный мир Колхиды — Москва: ИМУ, 1961
- Колаковский А. А. Флора Абхазии: [В 4-х томах] / АН ГССР, Сухум. ботанич. сад — 2-е изд., перераб. и доп. — Тбилиси: Мецниереба, 1980—1986
- Колаковский А. А., Яброва-Колаковская В. С. Растения Пицунда-Мюссерского заповедника / АН ГССР. Сухумский ботанич. сад — Тбилиси: Мецниереба, 1981
- Колаковский А. А., Бебия С. М., Урушадзе Т. Ф. и др. Пицунда-Мюссерский заповедник / Под ред. С. М. Бебия. — М.: Агропромиздат, 1987. — 192, [16] с. — 10 000 экз.
- Колаковский А. А. Колокольчиковые Кавказа / АН Грузии. Сухумский ботанический сад — Тбилиси: Мецниереба, 1991
- Колаковский А. А. Средиземногорная область — арена эволюции флоры северного полушария — М.: Экологический фонд Республики Абхазия, 2002